# Liste der Kulturdenkmale in Kiel-Blücherplatz
In der Liste der Kulturdenkmale in Kiel-Blücherplatz sind alle Kulturdenkmale des Stadtteils Blücherplatz der schleswig-holsteinischen Landeshauptstadt Kiel aufgelistet (Stand: 30. Juni 2025).
Die Bodendenkmale sind in der Liste der Bodendenkmale in Kiel aufgeführt.

## Legende
In den Spalten befinden sich folgende Informationen:
- Objekt-ID: die Nummer des Kulturdenkmales
- Lage: die Adresse des Kulturdenkmales und die geographischen Koordinaten. Kartenansicht, um Koordinaten zu setzen. In der Kartenansicht sind Kulturdenkmale ohne Koordinaten mit einem roten Marker dargestellt und können in der Karte gesetzt werden. Kulturdenkmale ohne Bild sind mit einem blauen Marker gekennzeichnet, Kulturdenkmale mit Bild mit einem grünen Marker.
- Offizielle Bezeichnung: Bezeichnung des Kulturdenkmales
- Beschreibung: die Beschreibung des Kulturdenkmales
- Bild: ein Bild des Kulturdenkmales

## Mehrheit von baulichen Anlagen
| Objekt-ID | Lage | Offizielle Bezeichnung                          | Beschreibung | Bild            |
| --------- | --- | ----------------------------------------------- | --- | --------------- |
| 49924     | Adolfplatz 8, 9, 10, 11, 12, 13, 14, Adolfplatz, Düppelstraße 68, Wilhelmshavener Straße 1, 2, 4 (54° 20′ 17″ N, 10° 8′ 15″ O) | Wohnbebauung Adolfplatz                         | Wohnbebauung Adolfplatz; um 1900; viergeschossige traufständige Blockrandbebauung bestehend aus acht historistischen Backsteinhäusern, einem zweiflügeligen Putzbau sowie zwei sich in die Baukubatur einfügenden Nachkriegsgebäuden; viereckige begrünte Platzanlage; Straßenpflasterung aus Granit - Begründung: geschichtlich, städtebaulich - Schutzumfang: Mietwohnungshäuser (Adolfplatz 8, 9, 11, 13; Wilhelmshavener Straße 1, 4); Wohn- und Geschäftshäuser (Adolfplatz 10, 12, 14; Düppelstraße 68; Wilhelmshavener Straße 2); Granitpflasterstraße (Adolfplatz), Adolfplatz    | BW              |
| 49909     | Bülowstraße 23, 25 (54° 20′ 39″ N, 10° 8′ 21″ O)                                                                               | Mietwohnungshäuser Bülowstraße 23-25            | Bülowstraße 23-25; 1908, Heinrich Wolter und August Lütt; zwei viergeschossige Backsteinbauten unter Kieler Dach, breite Mittelerker, floraler Putzdekor - Begründung: geschichtlich, städtebaulich - Schutzumfang: Mietwohnungshäuser Bülowstraße 23, 25 | BW              |
| 12294     | Clausewitzstraße 9, 10-18, 11-15, Esmarchstraße 21-23, 25, Wilhelmshavener Straße 28 (54° 20′ 25″ N, 10° 8′ 20″ O)             | Siedlung Clausewitzstraße                       | Siedlung Clausewitzstraße; ab 1936, Dietrich Suhr, Teile Wiederaufbau von 1951/52; drei- bis viergeschossige traufständige Blockrandbebauung aus Backstein unter Satteldächern, Fassadengliederung durch übergiebelte Risalite, Fensterrahmungen an den Risaliten und Portale in Werkstein abgesetzt - Begründung: geschichtlich, städtebaulich - Schutzumfang: Dienstwohngebäude (Clausewitzstraße 9); Mietwohnungshäuser Clausewitzstraße 10-18, 11-15; Esmarchstraße 21-23, 25; Wilhelmshavener Straße 28                                                                              | BW              |
| 45367     | Düppelstraße 58, 60-62, 65, 67, 69, 71, Feldstraße 65, 69 (54° 20′ 18″ N, 10° 8′ 21″ O)                                        | Wohnbebauung Düppelstraße/Feldstraße            | Wohnbebauung Düppelstraße/Feldstraße; um 1902–03, Architekt Karl Brammer, Maurermeister Heinrich Müller; geschlossene Bebauung beidseitig der Düppelstraße und an der Kreuzung zur Feldstraße, Mietwohnhäuser teilweise mit Gewerbe im Erdgeschoss, überwiegend dreigeschossige Putz- und Klinkerbauten mit ornamentaler, zeittypischer Gliederung - Begründung: geschichtlich, künstlerisch, städtebaulich - Schutzumfang: Doppelmietwohnungshaus (Düppelstraße 60-62), Mietwohnungshäuser (Düppelstraße 65, 67, 69, 71), Wohn- und Geschäftshäuser (Düppelstraße 58, Feldstraße 65, 69) | Fotos hochladen |
| 49920     | Esmarchstraße 51, 53 (54° 20′ 28″ N, 10° 8′ 8″ O)                                                                              | Mietwohnungshäuser Esmarchstraße 51-53          | Mietwohnungshäuser Esmarchstraße 51-53; 1907–08, Heinrich Stav für das Baugeschäft H.N. Popp; zwei fünfgeschossige Putzbauten unter Kieler Dächern, symmetrische Fassadengliederung mit übergiebelten Mittelrisaliten, unterschiedlich gestaltete Loggien - Begründung: geschichtlich, künstlerisch, städtebaulich - Schutzumfang: Mietwohnungshäuser Esmarchstraße 51, 53 | BW              |
| 52108     | Esmarchstraße 60, 62, 64, 66, 68 (54° 20′ 30″ N, 10° 8′ 6″ O)                                                                  | Mietwohnungshäuser Esmarchstraße 60-68          | Mietwohnungshäuser Esmarchstraße 60-68; 1910–11, Heinrich Stav für das Baugeschäft H.N. Popp; fünf viergeschossige Putzbauten unter steilen Sattel- u. Mansarddächern, symmetrische Fassadengliederung mit übergiebelten Mittelrisaliten, unterschiedlich gestaltete Loggien; Vorgärten - Begründung: geschichtlich, künstlerisch, städtebaulich - Schutzumfang: Mietwohnungshäuser mit Vorgärten Esmarchstraße 60, 62, 64, 66, 68 | BW              |
| 11483     | Feldstraße 76, 78, 80 (54° 20′ 20″ N, 10° 8′ 25″ O)                                                                            | Mietwohnungshausgruppe Feldstraße 76-80         | Feldstraße 76-80; 1906–08, Zimmermeister Peter Langmack; Gruppe von drei viergeschossigen Putzbauten unter ausgebauten Kieler Dächern, Fassaden aufgelockert mit Erkern und Balkonen sowie Ziergiebeln, Stuckdekor mit Barock- und Jugendstilornamentik - Begründung: geschichtlich, künstlerisch, städtebaulich - Schutzumfang: Mietwohnungshäuser Feldstraße 76, 78, 80 | Fotos hochladen |
| 11486     | Feldstraße 88, 90, 92, 94, 96 (54° 20′ 24″ N, 10° 8′ 25″ O)                                                                    | Mietwohnungshäuser Feldstraße 88-96             | Mietwohnungshausgruppe Feldstraße 88-96; 1903-1906, Paul Heitmann; fünf mehrgeschossige Putzbauten unter ausgebauten Kieler Dächern, Fassaden belebt durch Erker und Balkone, reiche Putzzier - Begründung: geschichtlich, städtebaulich - Schutzumfang: Wohn- und Geschäftshaus (Feldstraße 88); Mietwohnungshäuser (Feldstraße 90, 92, 94, 96) | BW              |
| 11520     | Forstweg 63, 65, 67, 69, 71 (54° 20′ 26″ N, 10° 8′ 35″ O)                                                                      | Reihenhäuser Forstweg 63-71                     | Reihenhauszeile Forstweg 63-71; Hans Schnittger und Architekt Petersen, um 1928; traufständige Reihe von fünf zweigeschossigen Klinkerbauten unter ausgebauten Satteldächern, Kastenerker und expressionistische Klinkerdetails - Begründung: geschichtlich, städtebaulich - Schutzumfang: Reihenhäuser Forstweg 63, 65, 67, 69, 71 | BW              |
| 11519     | Forstweg 73a, 75, 77, 77a (54° 20′ 28″ N, 10° 8′ 35″ O)                                                                        | Reihenhäuser Forstweg 73a-77a                   | Reihenhauszeile Forstweg 73a-77a; 1927–29, Arnold Bruhn; traufständige Reihenhauszeile aus vier dreigeschossigen Backsteinbauten unter ausgebautem Satteldach, Eingangsvorbauten mit Loggien - Begründung: geschichtlich, städtebaulich - Schutzumfang: Reihenhäuser Forstweg 73a, 75, 77, 77a | BW              |
| 49690     | Gerhardstraße 83, 85 (54° 20′ 19″ N, 10° 8′ 7″ O)                                                                              | Mietwohnungshäuser Gerhardstraße 83-85          | Gerhardstraße 83-85; 1901/02, Heinrich Müller; Gruppe von zwei viergeschossigen Putzbauten unter Kieler Dächern, Fassaden belebt von Erkern, Giebeln und barockisierendem Putzdekor - Begründung: geschichtlich, künstlerisch, städtebaulich - Schutzumfang: Mietwohnungshäuser Gerhardstraße 83, 85 | BW              |
| 12154     | Wilhelmshavener Straße 23, 25, 27, 29 (54° 20′ 27″ N, 10° 8′ 14″ O)                                                            | Mietwohnungshäuser Wilhelmshavener Straße 23-29 | Wilhelmshavener Straße 23-29; 1909/10, Heinrich Stav für das Baugeschäft H.N. Popp; Gruppe von vier fünfgeschossigen Rauputzbauten unter Walmdach, Fassaden von breiten Mittelrisaliten mit Loggien bestimmt - Begründung: geschichtlich, künstlerisch, städtebaulich - Schutzumfang: Mietwohnungshäuser Wilhelmshavener Straße 23, 25, 27, 29 | BW              |

## Bauliche Anlagen
| Objekt-ID      | Lage                                                    | Offizielle Bezeichnung                                  | Beschreibung | Bild                             |
| -------------- | ------------------------------------------------------- | ------------------------------------------------------- | --- | -------------------------------- |
| 10580          | Adolfplatz 14 (54° 20′ 19″ N, 10° 8′ 17″ O)             | Wohn- und Geschäftshaus                                 | Wohn- und Geschäftshaus um 1903–04., viergeschossiger Backsteinbau in Ecklage, traufständig mit Zwerchhäusern, reiche Gliederung - Begründung: geschichtlich, städtebaulich - Schutzumfang: gesamtes Objekt - Denkmaltyp: Bauliche Anlage, Mehrheit von baulichen Anlagen: Wohnbebauung Adolfplatz | Fotos hochladen                  |
| 9567           | Beselerallee 45 (54° 20′ 10″ N, 10° 8′ 12″ O)           | Reventlouschule                                         | Alteintragung (Aktualisierung vorgesehen) - Begründung: geschichtlich, wissenschaftlich, künstlerisch - Schutzumfang: gesamtes Objekt - Denkmaltyp: Bauliche Anlage | Fotos hochladen                  |
| 10643          | Beselerallee 50 (54° 20′ 12″ N, 10° 8′ 9″ O)            | Wohnhaus                                                | Wohnhaus; 1891, Architekt Jargstorff; ein- bis zweigeschossiger Eckbau aus Backstein, trauf- und giebelständig, Fenster in Putzrahmungen, Renaissancezierformen - Begründung: geschichtlich, städtebaulich - Schutzumfang: gesamtes Objekt - Denkmaltyp: Bauliche Anlage | BW                               |
| 27057          | Blücherplatz 5 (54° 20′ 32″ N, 10° 8′ 11″ O)            | Wohn- und Geschäftshaus                                 | Alteintragung (Aktualisierung vorgesehen) - Begründung: Alteintragung (Aktualisierung vorgesehen) - Schutzumfang: Alteintragung (Aktualisierung vorgesehen) - Denkmaltyp: Bauliche Anlage | Fotos hochladen                  |
| 11715          | Bülowstraße 16 (54° 20′ 38″ N, 10° 8′ 29″ O)            | Mietwohnungshaus                                        | Mietwohnungshaus; 1911/12, Paul Stiefler; dreigeschossiger Backsteinbau unter Mansarddach, flacher überhöhter Mittelrisalit, Fassade durch Lisenen gegliedert, antikisierende Sandsteinskulptur als Dekor - Begründung: geschichtlich, künstlerisch, städtebaulich - Schutzumfang: gesamtes Objekt - Denkmaltyp: Bauliche Anlage                                                                            | BW                               |
| 11717          | Bülowstraße 25 (54° 20′ 39″ N, 10° 8′ 20″ O)            | Mietwohnungshaus                                        | Mietwohnungshaus; 1908, August Lütt; viergeschossiger Backsteinbau unter Kieler Dach, übergiebelter Mittelerker, floraler Putzdekor - Begründung: geschichtlich, städtebaulich - Schutzumfang: gesamtes Objekt - Denkmaltyp: Bauliche Anlage, Mehrheit von baulichen Anlagen: Mietwohnungshäuser Bülowstraße 23-25                                                                                          | BW                               |
| 11703          | Clausewitzstraße 9 (54° 20′ 26″ N, 10° 8′ 19″ O)        | Dienstwohngebäude                                       | Dienstwohngebäude; 1938, Oberregierungsrat Rambacher/Dipl. Ing. Gustav-Reinhold Hense; dreigeschossiger Backsteinbau traufständig unter Satteldach, vier symmetrisch angeordnete, übergiebelte Risalite - Begründung: geschichtlich, städtebaulich - Schutzumfang: gesamtes Objekt - Denkmaltyp: Bauliche Anlage, Mehrheit von baulichen Anlagen: Siedlung Clausewitzstraße                                 | BW                               |
| 4022           | Düppelstraße 63 (54° 20′ 16″ N, 10° 8′ 27″ O)           | Eichamt                                                 | Alteintragung (Aktualisierung vorgesehen) - Begründung: geschichtlich, künstlerisch - Schutzumfang: gesamtes Objekt - Denkmaltyp: Bauliche Anlage | Fotos hochladen                  |
| 43970          | Düppelstraße 79 (54° 20′ 17″ N, 10° 8′ 11″ O)           | Mietwohnungshaus                                        | Mietwohnungshaus; um 1892; breit gelagerter, viergeschossiger Gelbsteinbau mit aufwändiger, farblich abgesetzter Horizontalgliederung, zwei flach hervortretende Risalite mit Zwerchhäusern - Begründung: geschichtlich, künstlerisch, städtebaulich - Schutzumfang: gesamtes Objekt - Denkmaltyp: Bauliche Anlage                                                                                          | BW                               |
| 11425          | Düppelstraße 91 (54° 20′ 16″ N, 10° 8′ 3″ O)            | Mietwohnungshaus                                        | Mietwohnungshaus; 1900, Maurermeister Carl Müller; viergeschossiger Putzbau unter Kieler Dach mit barockisierendem Fassadendekor, Mittelachse mit mehrgeschossigem Erker über Konsolen - Begründung: geschichtlich, städtebaulich - Schutzumfang: gesamtes Objekt - Denkmaltyp: Bauliche Anlage | BW                               |
| 11379          | Esmarchstraße 3 - 9 (54° 20′ 29″ N, 10° 8′ 35″ O)       | Wohnblock                                               | Wohnblock; 1930, Arnold Bruhn; viergeschossiger Wohnblock unter Walmdach, risalitartige Kopfbauten und Treppenhausachsen, Erdgeschoss und Treppenhausachsen in Klinker, die übrigen Flächen verputzt - Begründung: geschichtlich, künstlerisch, städtebaulich - Schutzumfang: gesamtes Äußeres - Denkmaltyp: Bauliche Anlage                                                                                | BW                               |
| 3185           | Esmarchstraße 15 - 19 (54° 20′ 29″ N, 10° 8′ 26″ O)     | Mietwohnungshaus                                        | Alteintragung (Aktualisierung vorgesehen) - Begründung: Alteintragung (Aktualisierung vorgesehen) - Schutzumfang: Alteintragung (Aktualisierung vorgesehen) - Denkmaltyp: Bauliche Anlage | Fotos hochladen                  |
| 11384          | Esmarchstraße 51 (54° 20′ 28″ N, 10° 8′ 9″ O)           | Mietwohnungshaus                                        | Mietwohnungshaus Esmarchstraße 51; 1907, Heinrich Stav für das Baugeschäft H.N. Popp; fünfgeschossiger Putzbau unter Kieler Dach, symmetrische Fassadengliederung, übergiebelter Mittelrisalit, Loggien - Begründung: geschichtlich, künstlerisch, städtebaulich - Schutzumfang: gesamtes Objekt - Denkmaltyp: Bauliche Anlage, Mehrheit von baulichen Anlagen: Mietwohnungshäuser Esmarchstraße 51-53      | BW                               |
| 11385          | Esmarchstraße 53 (54° 20′ 28″ N, 10° 8′ 8″ O)           | Mietwohnungshaus                                        | Mietwohnungshaus Esmarchstraße 53; 1908, Heinrich Stav für das Baugeschäft H.N. Popp; fünfgeschossiger Putzbau unter Kieler Dach, symmetrische Fassadengliederung, übergiebelter Mittelrisalit, Loggien - Begründung: geschichtlich, künstlerisch, städtebaulich - Schutzumfang: gesamtes Objekt - Denkmaltyp: Bauliche Anlage, Mehrheit von baulichen Anlagen: Mietwohnungshäuser Esmarchstraße 51-53      | Fotos hochladen                  |
| 8474           | Esmarchstraße 60 (54° 20′ 30″ N, 10° 8′ 9″ O)           | Mietwohnungshaus                                        | Mietwohnungshaus; 1910–11, Heinrich Stav für das Baugeschäft H.N. Popp; viergeschossiger Putzbau unter steilem Mansarddach, übergiebelter Mittelrisalit, Loggien; Vorgarten - Begründung: geschichtlich, künstlerisch, städtebaulich - Schutzumfang: Mietwohnungshaus, Vorgarten - Denkmaltyp: Bauliche Anlage, Mehrheit von baulichen Anlagen: Mietwohnungshäuser Esmarchstraße 60-68                      | Fotos hochladen                  |
| 8475           | Esmarchstraße 62 (54° 20′ 30″ N, 10° 8′ 8″ O)           | Mietwohnungshaus                                        | Mietwohnungshaus; 1910–11, Heinrich Stav für das Baugeschäft H.N. Popp; viergeschossiger Putzbau unter steilem Mansarddach, breiter übergiebelter Mittelrisalit, Loggien; Vorgarten - Begründung: geschichtlich, künstlerisch, städtebaulich - Schutzumfang: Mietwohnungshaus, Vorgarten - Denkmaltyp: Bauliche Anlage, Mehrheit von baulichen Anlagen: Mietwohnungshäuser Esmarchstraße 60-68              | Fotos hochladen                  |
| 8476           | Esmarchstraße 64 (54° 20′ 30″ N, 10° 8′ 7″ O)           | Mietwohnungshaus                                        | Mietwohnungshaus; 1910–11, Heinrich Stav für das Baugeschäft H.N. Popp; viergeschossiger Putzbau unter steilem Mansarddach, breiter Mittelrisalit mit Walmdach, Loggien; Vorgarten - Begründung: geschichtlich, künstlerisch, städtebaulich - Schutzumfang: Mietwohnungshaus, Vorgarten - Denkmaltyp: Bauliche Anlage, Mehrheit von baulichen Anlagen: Mietwohnungshäuser Esmarchstraße 60-68               | Fotos hochladen                  |
| 8477           | Esmarchstraße 66 (54° 20′ 30″ N, 10° 8′ 5″ O)           | Mietwohnungshaus                                        | Mietwohnungshaus; 1910–11, Heinrich Stav für das Baugeschäft H.N. Popp; viergeschossiger Putzbau unter steilem Mansarddach, breiter Mittelrisalit mit Giebel, Loggien; Vorgarten - Begründung: geschichtlich, künstlerisch, städtebaulich - Schutzumfang: Mietwohnungshaus, Vorgarten - Denkmaltyp: Bauliche Anlage, Mehrheit von baulichen Anlagen: Mietwohnungshäuser Esmarchstraße 60-68                 | Fotos hochladen                  |
| 8478           | Esmarchstraße 68 (54° 20′ 30″ N, 10° 8′ 4″ O)           | Mietwohnungshaus                                        | Mietwohnungshaus; 1910–11, Heinrich Stav für das Baugeschäft H.N. Popp; viergeschossiger Putzbau unter steilem Mansarddach, breiter Mittelrisalit mit Dreiecksgiebel, Loggien; Vorgarten - Begründung: geschichtlich, künstlerisch, städtebaulich - Schutzumfang: Mietwohnungshaus, Vorgarten - Denkmaltyp: Bauliche Anlage, Mehrheit von baulichen Anlagen: Mietwohnungshäuser Esmarchstraße 60-68         | Fotos hochladen                  |
| 9725           | Feldstraße 38 a (54° 20′ 8″ N, 10° 8′ 25″ O)            | Wohn- und Geschäftshaus                                 | Alteintragung (Aktualisierung vorgesehen) - Begründung: wissenschaftlich, künstlerisch, städtebaulich - Schutzumfang: gesamtes Objekt - Denkmaltyp: Bauliche Anlage | Fotos hochladen                  |
| 11481          | Feldstraße 70 (54° 20′ 18″ N, 10° 8′ 25″ O)             | Mietwohnungshaus                                        | Mietwohnungshaus; 1906/07, Paul Heitmann; fünfgeschossiger Putzbau unter Kieler Dach, zentraler polygonaler Erker auf Konsolen, Giebel über Mittelachse, barockisierender Putzdekor - Begründung: geschichtlich, städtebaulich - Schutzumfang: gesamtes Objekt - Denkmaltyp: Bauliche Anlage | Fotos hochladen                  |
| 11482          | Feldstraße 75 (54° 20′ 19″ N, 10° 8′ 33″ O)             | Mietwohnungshaus                                        | Alteintragung (Aktualisierung vorgesehen) - Begründung: geschichtlich, künstlerisch - Schutzumfang: gesamtes Objekt - Denkmaltyp: Bauliche Anlage | Fotos hochladen                  |
| 49682          | Feldstraße 76 (54° 20′ 20″ N, 10° 8′ 25″ O)             | Mietwohnungshaus                                        | Mietwohnungshaus; 1906, Zimmermeister Peter Langmack; viergeschossiger Putzbau unter Kieler Dach, Fassade durch Erker und Balkone aufgelockert, breiter geschweifter Ziergiebel, barockisierender Putzdekor - Begründung: geschichtlich, künstlerisch, städtebaulich - Schutzumfang: gesamtes Objekt - Denkmaltyp: Bauliche Anlage, Mehrheit von baulichen Anlagen: Mietwohnungshausgruppe Feldstraße 76-80 | Fotos hochladen                  |
| 11484          | Feldstraße 79 (54° 20′ 21″ N, 10° 8′ 23″ O)             | Mietwohnungshaus                                        | Mietwohnungshaus; 1903, Baugeschäft Wilhelm Bustorf; viergeschossiger Backsteinbau unter Kieler Dach mit breitem geschweiftem Ziergiebel, Fassade durch Erker und Balkone gegliedert, zurückhaltender Putzdekor - Begründung: geschichtlich, künstlerisch, städtebaulich - Schutzumfang: gesamtes Objekt - Denkmaltyp: Bauliche Anlage                                                                      | Fotos hochladen                  |
| 11485          | Feldstraße 88 (54° 20′ 23″ N, 10° 8′ 25″ O)             | Wohn- und Geschäftshaus                                 | Wohn- und Geschäftshaus; 1906, Maurermeister Paul Heitmann; fünfgeschossiges Eckgebäude mit reicher Putzfassade, belebt durch unterschiedlich gestaltete Erker - Begründung: geschichtlich, städtebaulich - Schutzumfang: gesamtes Objekt - Denkmaltyp: Bauliche Anlage, Mehrheit von baulichen Anlagen: Mietwohnungshäuser Feldstraße 88-96                                                                | Fotos hochladen                  |
| 49687          | Feldstraße 94 (54° 20′ 24″ N, 10° 8′ 25″ O)             | Mietwohnungshaus                                        | Mietwohnungshaus; 1903–06, Maurermeister Paul Heitmann; viergeschossiger gebänderter Putzbau mit polygonalem Mittelerker und neubarocken Ornamenten, im Innern qualitätvolle Bauausstattung - Begründung: geschichtlich, künstlerisch, städtebaulich - Schutzumfang: gesamtes Objekt - Denkmaltyp: Bauliche Anlage, Mehrheit von baulichen Anlagen: Mietwohnungshäuser Feldstraße 88-96                     | BW                               |
| 11380          | Feldstraße 106 - 108 (54° 20′ 28″ N, 10° 8′ 24″ O)      | Mietwohnungshaus                                        | Alteintragung (Aktualisierung vorgesehen) - Begründung: Alteintragung (Aktualisierung vorgesehen) - Schutzumfang: Alteintragung (Aktualisierung vorgesehen) - Denkmaltyp: Bauliche Anlage | Fotos hochladen                  |
| 11489          | Feldstraße 154 (54° 20′ 43″ N, 10° 8′ 24″ O)            | Mietwohnungshaus                                        | Mietwohnungshaus; 1926/27, Entwurf Richard Janssen/Ausführung Ohle&Lovisa; viergeschossiger Putzbau unter Mansarddach, Obergeschosse mit Blendbogengliederung und expressionistischem Putzdekor - Begründung: geschichtlich, städtebaulich - Schutzumfang: gesamtes Objekt - Denkmaltyp: Bauliche Anlage | BW                               |
| 11490          | Feldstraße 163 (54° 20′ 47″ N, 10° 8′ 20″ O)            | Wohnhaus                                                | Wohnhaus; 1934, Oskar Fischer; eingeschossiger giebelständiger Backsteinbau über hohem Sockelgeschoss, ausgebautes Satteldach, Polygonalerker mit Feldsteinsockel an der Front; bauzeitliche Einfriedung - Begründung: geschichtlich, städtebaulich - Schutzumfang: Wohnhaus, Einfriedung - Denkmaltyp: Bauliche Anlage                                                                                     | BW                               |
| 10903 Wikidata | Feldstraße 172 (54° 20′ 49″ N, 10° 8′ 23″ O)            | Kath. Kirche St. Heinrich                               | Alteintragung (Aktualisierung vorgesehen) - Begründung: geschichtlich, künstlerisch, städtebaulich - Schutzumfang: gesamtes Objekt - Denkmaltyp: Bauliche Anlage | weitere Fotos \| Fotos hochladen |
| 8480           | Forstweg 11 (54° 20′ 9″ N, 10° 8′ 30″ O)                | Gartenhaus                                              | Das Gartenhaus befindet sich auf einem Privatgelände und ist nicht für die Öffentlichkeit zugänglich. Alteintragung (Aktualisierung vorgesehen) - Begründung: geschichtlich, künstlerisch, städtebaulich - Schutzumfang: gesamtes Objekt - Denkmaltyp: Bauliche Anlage | BW                               |
| 11463          | Gefionstraße 2 (54° 20′ 25″ N, 10° 8′ 14″ O)            | Mietwohnungshaus                                        | Mietwohnungshaus; 1903, Baugeschäft H.N. Popp; viergeschossiges Eckhaus in Putzbauweise unter Satteldach, repräsentativer Eckerker über Konsolen, reiche, figurative Putzornamentik - Begründung: geschichtlich, städtebaulich - Schutzumfang: gesamtes Objekt - Denkmaltyp: Bauliche Anlage | BW                               |
| 54012          | Geigerstraße 20 (54° 20′ 46″ N, 10° 8′ 19″ O)           | Wohnhaus Schreiber                                      | Wohnhaus Schreiber; 1958–59, Architekten Sprotte u. Neve; eingeschossiger Gelbsteinbau auf L-förmigem Grundriss mit Walmdach, Gartenterrasse und akzentuierte Fenstereinfassungen, konzentrierte, teils offene Grundrissdisposition - Schutzumfang: Wohnhaus Schreiber - Begründung: Geschichtlich, Künstlerisch, Städtebaulich, Wissenschaftlich                                                           | BW                               |
| 11563          | Gerhardstraße 83 (54° 20′ 19″ N, 10° 8′ 8″ O)           | Mietwohnungshaus                                        | Mietwohnungshaus; 1901/02, Heinrich Müller; viergeschossiger Putzbau unter Kieler Dach, reiche Fassade mit barockisierendem Putzdekor, flachem abgerundetem Erker und geschweiftem Volutengiebel - Begründung: geschichtlich, künstlerisch, städtebaulich - Schutzumfang: gesamtes Objekt - Denkmaltyp: Bauliche Anlage, Mehrheit von baulichen Anlagen: Mietwohnungshäuser Gerhardstraße 83-85             | BW                               |
| 9914           | Hardenbergstraße 9 (54° 20′ 32″ N, 10° 8′ 6″ O)         | Hardenbergschule                                        | Alteintragung (Aktualisierung vorgesehen) - Begründung: geschichtlich, künstlerisch, städtebaulich - Schutzumfang: Alteintragung (Aktualisierung vorgesehen) - Denkmaltyp: Bauliche Anlage | Fotos hochladen                  |
| 8464 Wikidata  | Holtenauer Straße 91 (54° 20′ 8″ N, 10° 7′ 58″ O)       | Ansgarkirche                                            | Alteintragung (Aktualisierung vorgesehen) - Begründung: geschichtlich, künstlerisch, städtebaulich - Schutzumfang: Alteintragung (Aktualisierung vorgesehen) - Denkmaltyp: Bauliche Anlage | weitere Fotos \| Fotos hochladen |
| 11656          | Holtenauer Straße 106 (54° 20′ 8″ N, 10° 8′ 2″ O)       | Wohn- und Geschäftshaus                                 | Wohn- und Geschäftshaus; 1889, Zimmermeister Chr. Qualen; dreigeschossiges Eckgebäude, Fassade in Putz und Backstein, Fensterrahmungen aus Putz mit Ädikulaverdachungen, flache übergiebelte Risalite - Begründung: geschichtlich, städtebaulich - Schutzumfang: gesamtes Äußeres - Denkmaltyp: Bauliche Anlage                                                                                             | Fotos hochladen                  |
| 11646          | Holtenauer Straße 178 (54° 20′ 30″ N, 10° 8′ 2″ O)      | Mietwohnungshaus                                        | Mietwohnungshaus; 1905/06, H.N. Popp; viergeschossiges Eckhaus unter ausgebautem Kieler Dach, Putzfassade über Backsteinsockel, reiche Gliederung durch Erker, Loggien, Schweifgiebel und Putzzier - Begründung: geschichtlich, städtebaulich - Schutzumfang: gesamtes Objekt - Denkmaltyp: Bauliche Anlage                                                                                                 | BW                               |
| 11644          | Holtenauer Straße 194 (54° 20′ 33″ N, 10° 8′ 1″ O)      | Wohn- und Geschäftshaus                                 | Wohn- und Geschäftshaus; 1906–07, Bauunternehmer Ebeling; fünfgeschossiges Eckgebäude, Putzbau mit geometrischer Gliederung und figürlichem Bauschmuck, prägnantes Ecktürmchen - Begründung: geschichtlich, künstlerisch, städtebaulich - Schutzumfang: gesamtes Objekt - Denkmaltyp: Bauliche Anlage | BW                               |
| 11746          | Kleiststraße 21 (54° 20′ 40″ N, 10° 8′ 5″ O)            | Mietwohnungshaus                                        | Mietwohnungshaus; 1909, Bauunternehmer K. Ramm; viergeschossiger Putzbau unter Satteldach, übergiebelter Mittelrisalit, gerahmt von Loggien und Balkonen - Begründung: geschichtlich, städtebaulich - Schutzumfang: gesamtes Objekt - Denkmaltyp: Bauliche Anlage | BW                               |
| 3272           | Waitzstraße 4 (54° 20′ 8″ N, 10° 8′ 33″ O)              | Jugendstil-Villa                                        | Jugendstilvilla; 1902, Architekt Carl Reimers; Zweigeschossiger Putzbau mit Mansarddach, gegliedert durch Erkervorbauten und Schweifgiebel, ornamentale Innenausstattung; hölzerner Gartenpavillon - Begründung: geschichtlich, städtebaulich - Schutzumfang: Jugendstil-Villa, Gartenpavillon (Forstweg 11) - Denkmaltyp: Bauliche Anlage                                                                  | Fotos hochladen                  |
| 12139          | Waitzstraße 14 (54° 20′ 8″ N, 10° 8′ 28″ O)             | Dreifamilienhaus                                        | Alteintragung (Aktualisierung vorgesehen) - Begründung: geschichtlich, städtebaulich - Schutzumfang: Alteintragung (Aktualisierung vorgesehen) - Denkmaltyp: Bauliche Anlage | Fotos hochladen                  |
| 28271          | Waitzstraße 14 - 16 (54° 20′ 8″ N, 10° 8′ 28″ O)        | Pergola                                                 | Alteintragung (Aktualisierung vorgesehen) - Begründung: Alteintragung (Aktualisierung vorgesehen) - Schutzumfang: Alteintragung (Aktualisierung vorgesehen) - Denkmaltyp: Bauliche Anlage | Fotos hochladen                  |
| 28272          | Waitzstraße 14 - 16 (54° 20′ 8″ N, 10° 8′ 27″ O)        | Toreinfassung mit Hundeskulpturen und Radabweiserkugeln | Alteintragung (Aktualisierung vorgesehen) - Begründung: Alteintragung (Aktualisierung vorgesehen) - Schutzumfang: Alteintragung (Aktualisierung vorgesehen) - Denkmaltyp: Bauliche Anlage | Fotos hochladen                  |
| 28270          | Waitzstraße 16 (54° 20′ 8″ N, 10° 8′ 27″ O)             | Dreifamilienhaus                                        | Alteintragung (Aktualisierung vorgesehen) - Begründung: - Schutzumfang: Alteintragung (Aktualisierung vorgesehen) - Denkmaltyp: Bauliche Anlage | Fotos hochladen                  |
| 30535          | Wilhelmshavener Straße 2 (54° 20′ 19″ N, 10° 8′ 16″ O)  | Wohn- und Geschäftshaus                                 | Wohn- und Geschäftshaus um 1903–04, viergeschossiger Backsteinbau in Ecklage, traufständig mit Zwerchhäusern, reiche Gliederung - Begründung: geschichtlich, städtebaulich - Schutzumfang: gesamtes Objekt - Denkmaltyp: Bauliche Anlage, Mehrheit von baulichen Anlagen: Wohnbebauung Adolfplatz | BW                               |
| 49725          | Wilhelmshavener Straße 23 (54° 20′ 26″ N, 10° 8′ 14″ O) | Mietwohnungshaus                                        | Mietwohnungshaus; 1909/10, Heinrich Stav für das Baugeschäft H.N. Popp; fünfgeschossiger Rauputzbau unter Walmdach, Fassade von breitem Mittelrisalit mit Loggien bestimmt - Begründung: geschichtlich, künstlerisch, städtebaulich - Schutzumfang: gesamtes Objekt - Denkmaltyp: Bauliche Anlage, Mehrheit von baulichen Anlagen: Mietwohnungshäuser Wilhelmshavener Straße 23-29                          | BW                               |
| 49727          | Wilhelmshavener Straße 25 (54° 20′ 26″ N, 10° 8′ 14″ O) | Mietwohnungshaus                                        | Mietwohnungshaus; 1909/10, Heinrich Stav für das Baugeschäft H.N. Popp; fünfgeschossiger Rauputzbau unter Walmdach, Fassade von breitem Mittelrisalit mit Loggien bestimmt - Begründung: geschichtlich, künstlerisch, städtebaulich - Schutzumfang: gesamtes Objekt - Denkmaltyp: Bauliche Anlage, Mehrheit von baulichen Anlagen: Mietwohnungshäuser Wilhelmshavener Straße 23-29                          | BW                               |
| 49728          | Wilhelmshavener Straße 27 (54° 20′ 27″ N, 10° 8′ 14″ O) | Mietwohnungshaus                                        | Mietwohnungshaus; 1909/10, Heinrich Stav für das Baugeschäft H.N. Popp; fünfgeschossiger Rauputzbau unter Walmdach, Fassade von breitem Mittelrisalit mit Loggien bestimmt - Begründung: geschichtlich, künstlerisch, städtebaulich - Schutzumfang: gesamtes Objekt - Denkmaltyp: Bauliche Anlage, Mehrheit von baulichen Anlagen: Mietwohnungshäuser Wilhelmshavener Straße 23-29                          | BW                               |
| 12151          | Wrangelstraße 15 - 19 (54° 20′ 22″ N, 10° 8′ 28″ O)     | Wohnblock                                               | Wohnblock; 1936 u. 1962, Dipl. Ing. Robert Resch und Dipl. Ing. Hermann Lange; zweigeschossiger traufständiger Backsteinbau über Feldsteinsockel unter ausgebautem Satteldach, giebelständige Kopfbauten mit Eckrustizierungen - Begründung: geschichtlich, städtebaulich - Schutzumfang: Wohnblock, Außenanlagen - Denkmaltyp: Bauliche Anlage                                                             | BW                               |

## Quelle
- Liste der Kulturdenkmale in Schleswig-Holstein – Landeshauptstadt Kiel (PDF)

- Karte mit allen Koordinaten:
- OSM |
- WikiMap